# سولا قرافول
سولا قرافول هي بلدة في مقاطعة آلات في ولاية بخارى في أوزبكستان.